# Megadasys minor
Megadasys minor is een buikharige uit de familie Planodasyidae. Het dier komt uit het geslacht Megadasys. Megadasys minor werd in 1987 voor het eerst wetenschappelijk beschreven door Kisielewski. 